# Story of My Life
"Story of My Life" – popowy utwór brytyjsko-irlandzkiego boysbandu One Direction. Utwór wydany został 28 października 2013 roku przez wytwórnię płytową Syco Music oraz Columbia Records jako drugi singel grupy z ich trzeciego albumu studyjnego, zatytułowanego Midnight Memories. Tekst utworu został napisany przez członków zespołu oraz Jamiego Scotta, Caolana Dooleya oraz Johna Ryana, który wraz z Julianem Bunettą zajął się jego produkcją. Do singla nakręcono także teledysk, którego reżyserią zajął się Ben Winston. Utwór dotarł do pierwszego miejsca na listach przebojów w Danii, Hiszpanii, Irlandii oraz Nowej Zelandii. Singel uzyskał status platynowej płyty w Australii, Nowej Zelandii i w Stanach Zjednoczonych, srebrnej płyty w Wielkiej Brytanii oraz złotej w Kanadzie.

## Notowania na listach przebojów
| Lista (2013-14)                         | Najwyższa pozycja |
| --------------------------------------- | ----------------- |
| Australia (Top 50 Singles)              | 3                 |
| Austria (Ö3 Austria Top 40)             | 19                |
| Belgia (Flandria) (Ultratop 50 Singles) | 3                 |
| Belgia (Wallonia) (Ultratop 50 Singles) | 14                |
| Dania (Track Top-40)                    | 1                 |
| Finlandia (Top 20 Singles)              | 17                |
| Francja (Top 200 Singles)               | 22                |
| Hiszpania (Top 50 Singles)              | 1                 |
| Holandia (Single Top 100)               | 3                 |
| Irlandia (Top 50 Singles)               | 1                 |
| Kanada (Billboard Canadian Hot 100)     | 3                 |
| Niemcy (Top 100 Singles)                | 22                |
| Norwegia (Top 20 Singles)               | 11                |
| Nowa Zelandia (Top 40 Singles)          | 1                 |
| Polska (AirPlay – Top)                  | 7                 |
| Szkocja (Top 40 Scottish)               | 3                 |
| Szwecja (Top 60 Singles)                | 8                 |
| Szwajcaria (Singles Top 100)            | 13                |
| Stany Zjednoczone (Hot 100)             | 6                 |
| Stany Zjednoczone (Pop Songs)           | 8                 |
| Węgry (Single (track) Top 40 lista)     | 14                |
| Wielka Brytania (Singles Top 100)       | 2                 |